# Gabriel Šebek
Gabriel Šebek (ook: Schebek) (Praag, 25 maart 1853 – Salzburg, 4 juli 1921) was een Tsjechisch componist en dirigent.

## Levensloop
Šebek ging op de muziekschool van Joseph Proksch in Praag en was koorknaap onder W. E. Horák, waarvan hij ook verdere muzieklessen kreeg. Hij was van 1866 tot 1873 lid van de militaire kapel in het toenmalige Oostenrijkse Infanterie-Regiment Nr. 43 in Mantua onder leiding van Heinrich Strobl waar hij verdere muziekstudies deed. Aansluitend werkte hij in het orkest van het Duitse Theater en van de Opera in Boedapest onder andere onder leiding van H. Richter. Van 1875 tot 1880 was hij orkestlid van het privé-orkest van een Russisch vorst in Frankrijk. Hier deed hij verdere studies voor instrumentatie bij Karl Müller-Berghaus, contrapunt en operacompositie bij Karl Bende. In 1880 maakte hij een concertreis door Duitsland, Frankrijk, Spanje en Italië. In 1881 werd hij militaire kapelmeester in van het Bulgaarse 5e Donauregiment in Roese. Toen schreef hij de mars Šumi Marica okravljena. Het trio van deze mars werd van 1879 tot 1944 het Bulgaars volkslied. Hij heeft grote verdiensten voor de Bulgaarse muziek. Šebek werd onderscheiden met de Bulgaarse Orde van de Heilige Alexander. 
Na een concertreis door Polen, Rusland en Roemenië werd Šebek van 1887 tot 1894  dirigent van de Militaire kapel van het Infanterie-Regiment Nr. 22 "Graf von Lacy" in Mostar en van 1894 tot 1903 van de Militaire kapel van het Tiroler Kaiserjäger-Regiment Nr. 4.  
Als componist schreef hij opera's, dansen, en werken voor harmonieorkest.

## Composities

### Werken voor orkest
- Bulgaarse dansen, voor orkest

### Werken voor harmonieorkest
- Bulgarischer Kriegsmarsch
- Im Sudan
- Ivanisevic-Marsch
- Lacy Marsch
- Quadrille over volksmelodieën uit Bulgarije
- Selectie over volksliederen uit Bulgarije
- Sieg oder Tod im Alpenrot-Marsch
- Šumi Marica okravljena

### Toneelmuziek

#### Opera's
- 1895 Der Dorfprophet - première: 1895, Linz
- Die Taufpaten
- Die Zigeunerin